# Schloss Burgstall

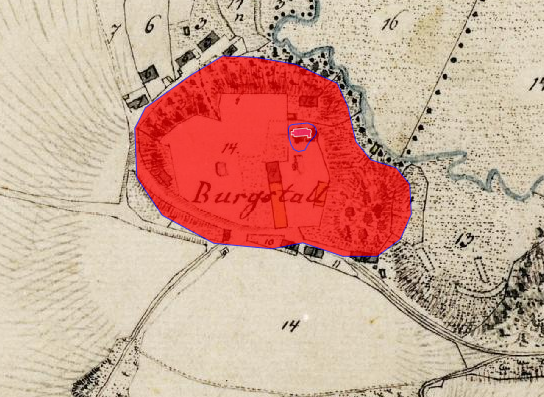
Lageplan von Schloss Burgstall auf dem Urkataster von Bayern

Schloss Burgstall ist ein abgegangenes Hofmarkschloss in Burgstall in der Marktgemeinde Wolnzach.

## Geschichte
Burgstall dürfte schon dem Namen nach Sitz einer Burg gewesen sein. Im Jahr 1050 wird ein Otto von Purcstalla und 1090  Ulrich de Purcstall urkundlich erwähnt. Im 14. Jahrhundert waren hier die Herren von Hausen	ansässig. 1524 wird hier ein Peter Zeilhofer genannt. 1560 kommt Burgstall durch Kauf an Hans von Seyboldsdorf zu Schenkenau und 1567 an Hans Peter von Preysing, 1599 wird hier Heinrich von Gumppenberg genannt und ab 1647 Wolf Dietrich Graf von Toerring.
Burgstall ist ein Hofmarksort, der seit 1647 im Besitz der Grafen von Törring war. Sie besaßen mit der Hofmark Pörnbach einen aus neun ursprünglich selbstständigen Hofmarken bestehenden Besitzkomplex. Der Verwaltungsmittelpunkt der Hofmarken Pörnbach, Euernbach, Göbelsbach, Tegernbach, Ritterswörth, Burgstall, Eschelbach, Förnbach und Puch, die seit 1819/20 als Patrimonialgerichte der Grafen von Törring-Jettenbach geführt wurden, lag in Pörnbach. Die Patrimonialgerichtsbarkeit wurde in der Revolution 1848 aufgehoben.
Von dem Schloss ist nichts erhalten. Auf dem Urkataster von Bayern ist zu sehen, dass hier ein großes freies Burgareal südlich der Wolnzach (Fluss), einem linken Zufluss der Ilm, war. Von diesem ist nur die Filialkirche St. Stephan erhalten, die anderen Bereiche sind modern überbaut. Das Bayerische Landesamt für Denkmalpflege vermerkt als Bodendenkmal unter dem Aktenzeichen D-1-7335-0115 Burgstall des Mittelalters sowie ehemaliges Hofmarkschloss des späten Mittelalters und der frühen Neuzeit.